# Samtgemeinde Börde Lamstedt
De Samtgemeinde Börde Lamstedt is een samtgemeinde in de Duitse deelstaat Nedersaksen. De gemeente ligt in het Landkreis Cuxhaven en telt 6.065  inwoners.

## Samenstelling en ligging
De samtgemeinde werd gevormd in 1963. Sinds een herindeling in 1972 bestaat Börde Lamstedt uit de gemeenten Armstorf, Hollnseth, Lamstedt, Mittelstenahe en Stinstedt. De gemeente ligt in het oosten van Cuxhaven.